# 14468 Ottostern
A 14468 Ottostern (korábbi nevén 1993 OS12) a Naprendszer kisbolygóövében található aszteroida. Eric Walter Elst fedezte fel 1993. július 19-én.
A bolygót Otto Stern (1888–1969) német származású, amerikai fizikusról nevezték el.

## Kapcsolódó szócikk
- Kisbolygók listája (14001–14500)